# Козел балеарський
Козел балеарський (лат. Myotragus balearicus, від дав.-гр. μῦς — миша и τράγος — козел) — вимерла жуйна парнокопитна тварина підродини козлові, що мешкала на території островів Мальорка і Менорка близько 3000 років до н. е. Цю тварину раніше іменували «чудернацьким козлом», проте, генетичний аналіз, проведений в університеті Помпеу-Фабра у Барселоні, показав, що Myotragus був більше споріднений з вівцями, ніж з козами. Є монотипним видом роду Myotragus. 

## Опис
Очі Балеарського козла були спрямовані не в сторони, як практично у всіх травоїдних ссавців, а вперед, даючи їм здатність стереоскопічного зору. На нижній щелепі розташовувалися два різці, як у гризунів і зайцеподібних. На верхній щелепі різців не було. Решта зубів були пристосовані для подрібнення рослинної їжі. Самці та самиці мали у верхній частині голови два дуже коротких роги. Можливо, ці роги були довші, маючи коротку кісткову основу і довгі роги-покриття, але екземплярів повних рогів не знайдено.
Балеарський козел був досить невеликого зросту (близько 50 сантиметрів у холці), і мав вагу від 50 до 70 кілограмів. Ноги коротше, у пропорційному відношенні, ніж в інших парнокопитних, що не робило Балеарського козла швидким. Однак це не було серйозним недоліком, оскільки на острові не було хижаків, за винятком деяких хижих птахів, від яких ці тварини, ймовірно, ховалися в рослинності. На плечах Балеарський козел мав виражений горб, в той час як спина прогиналася в нижній частині. На нозі, як і у багатьох парнокопитних, були по чотири пальці, з яких тільки два використовувалися для ходьби. Хвіст був досить довгий, у порівнянні з іншою частиною тіла.

### Гіпотеза про пойкилотермію
Існує гіпотеза, згідно з якою балеарські козли були холоднокровними тваринами. Палеонтологи, що дослідили кістки тварини, порівняли їх з кістками рептилій, що жили в цьому регіоні в той період. Вчені прийшли до висновку, що кістки цих тварин росли нерівномірно, як річні кільця дерев. Відповідно до гіпотези розвиток цих тварин відбувався стрибками як у рептилій, оскільки в інших ссавців кістки формуються рівномірно незалежно від умов навколишнього середовища.

## Харчування
Аналіз екскрементів Myotragus balearicus, вказує на те, що ця тварина живилася всіма видами чагарників та низькими гілками дерев, хоча вона мала особливу пристрасть до ендемічних балеарських чагарників. Порівняння скам'янілостей Майорки та Менорки доводять, що острови були покриті лісами до колонізації людини, і не існувало трав'янистих пасовищ помітного розміру. У цьому середовищі Myotragus balearicus міг би перебувати в однині або у невеликих групах.

## Одомашнення
У 1969 році було висловлено припущення, що були спроби одомашнення Myotragus, але на початок XXI сторіччя це припущення оскаржують.

## Генеза
Унікальні особливості Myotragus balearicus є наслідком тривалого процесу еволюції на островах (як приклад острівної карликовості). У цьому випадку кажани, як правило, зменшуються, тоді як гризуни та Lagomorpha збільшують свої розміри, як це відбулось з Hypnomys, гігантським сонцем, який мав спільний ареал з Myotragus balearicus. Такі види, як правило, втрачають страх до хижаків, через їхню відсутність на островах. Яскравим прикладом цього є втрата здатності бігу на високій швидкості, розвиток стереоскопічного бачення (що корисно для розрахунку відстані, але не для спостереження за хижаками) та пропорційне скорочення мозку. Це також спостерігалося в Homo floresiensis, на острові Флорес, Індонезія.
Аналізи ДНК та найдавніших скам'янілостей (пліоцен 5,7 мільйона років тому) на острові Майорка (Myotragus pepgonellae) вказують на те, що Myotragus balearicus, не дивлячись на те, що вона зазвичай харчувалась чагарниками, початково живилися на пасовищах.
Найближчими спорідненими видами до Myotragus є вимерлий Nesogoral пліоцен—плейстоцен Сардинії, Gallogoral Франції (можливо материкового предка як Myotragus, так і Nesogoral), Ovis (сучасні вівці та муфлони) і гірські кози Центральної Азії. Останній попередник, що є спільним для Myotragus і Nesogoral, потрапив до Майорки та Сардинії приблизно 6 мільйонів років тому, за часів Мессінської кризи, коли Гібралтар було закрито, а на місці Середземного моря було декілька гіперсолоних озер. Пізніше відкриття проток та масований приплив солоної води відокремив популяції тварин, на новостворених середземноморських островах. У той же час, кліматичні зміни замінили рослинність субтропічного типу на нинішній середземноморський тип, змушуючи Myotragus еволюціонувати в її харчуванні та зубній формулі.
Myotragus спочатку колонізував острів Майорка. На Ібіці розвинулася дивна екосистема без наземних ссавців, в яких птахи та кажани були головними хребетними тваринами, тоді як на Менорці розвинувся велетенський кріль, який мав ту саму нішу, що Myotragus на Майорці. За часів морської регресії, Майорка та Менорка були об'єднані, а Myotragus замінив велетенського кроля Менорки. Обидва острови відокремлені знову на початку голоцену за часів наступної морської трансгресії.

## Зникнення
На початок XXI сторіччя існують дві версії причин зникнення даного виду: зміни клімату та винищення першими поселенцями Балеарських островів. Проведене нещодавно радіовуглецеве обстеження кісткових останків вказує на дату зникнення близько 3760 р. до н. е. Хоча автори дослідження були впевнені у зв'язку даного зникнення з появою людей і навіть припускають спроби одомашнення козла, перші надійні матеріальні сліди людей на Балеарах датуються кількома століттями пізніше.

## Галерея

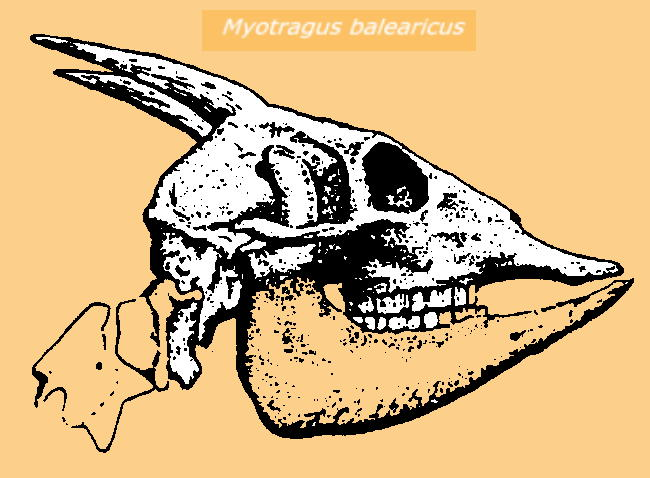
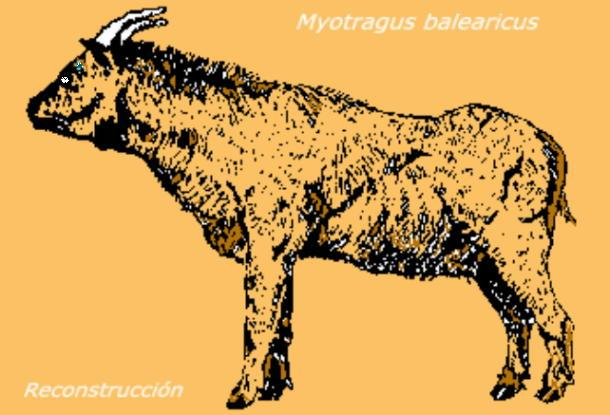
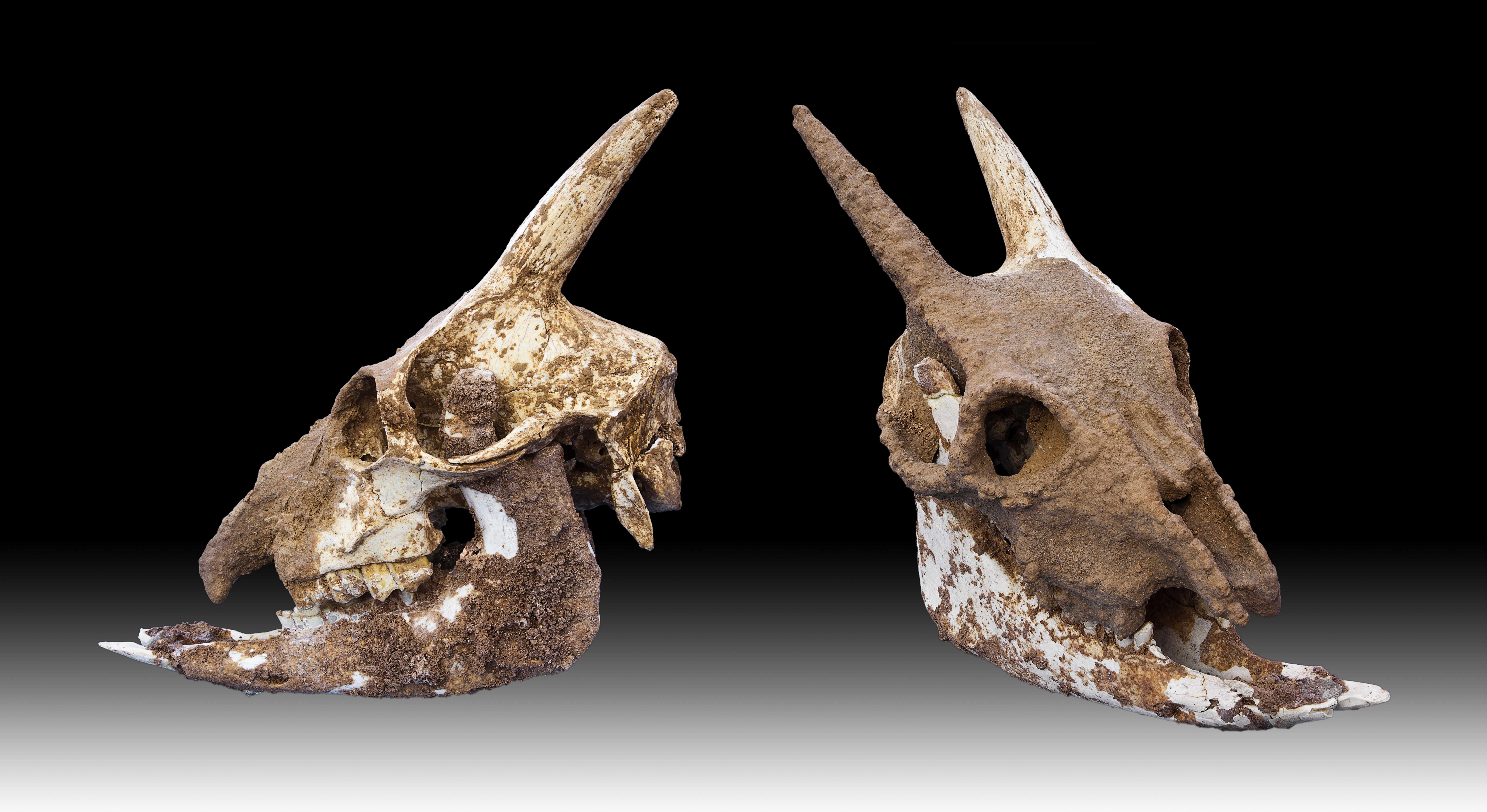